# Anne Levin
Anne Levin ist eine deutsche Pädagogische Psychologin, Didaktikerin und Hochschullehrerin.

## Leben
Levin studierte von 1997 bis 2001 Psychologie an der Universität Hamburg. Im Anschluss war sie als wissenschaftliche Mitarbeiterin zuerst in Hamburg und ab 2002 am Institut für Erziehungswissenschaft an der TU Berlin tätig. 2004 promovierte sie dort zur Dr. phil. Von 2005 bis 2007 hatte Levin eine Postdoktorandenstelle an der TU Berlin inne und war dort von 2007 bis 2008 Vertretungsprofessorin. 2008 habilitierte sie sich und erhielt die venia legendi für Pädagogische Psychologie und Empirische Bildungsforschung. Nach Übernahme einer Vertretungsprofessur an der Universität Potsdam, wurde sie 2010 zur Professorin für Allgemeine Didaktik und Empirische Unterrichtsforschung an der Universität Bremen berufen.

## Schriften (Auswahl)
- Lernen durch Fragen. Wirkung von strukturierenden Hilfen auf das Generieren von Studierendenfragen als begleitende Lernstrategie (Zugl.: Berlin, Techn. Univ., Diss., 2004), Waxmann, Münster u. a. 2005, ISBN 978-3-8309-1473-0.
- mit Christiane Griese, Andrea Schmidt (Hrsg.): Mütter, Väter, Supernannies. Funktionalisierende Tendenzen in der Erziehung, Schneider-Verlag Hohengehren, Baltmannsweiler 2007, ISBN 978-3-8340-0247-1.
- Qualitätsprobleme mathematischer Vergleichsarbeiten. Erfassung mathematischer Kompetenzen und psychometrische Modellierung einer landesweiten Prüfungsarbeit in Klassenstufe 10 (Zugl.: Berlin, Techn. Univ., Habil.-Schr.), Waxmann, Münster u. a. 2009, ISBN 978-3-8309-2191-2.
- mit Gerald Wittmann, Dagmar Bönig (Hrsg.): AnschlussM. Anschlussfähigkeit mathematikdidaktischer Überzeugungen und Praktiken von ErzieherInnen und GrundschullehrerInnen, Waxmann, Münster/New York 2016, ISBN 978-3-8309-3156-0.